# SONIC COLORS ORIGINAL SOUNDTRACK/ViViD SOUND × HYBRiD COLORS
『SONIC COLORS ORIGINAL SOUNDTRACK/ViViD SOUND × HYBRiD COLORS』(ソニック・カラーズ・オリジナル・サウンドトラック/ヴィヴィッド・サウンド × ハイブリッド・カラーズ)は、2010年12月22日に発売された、WiiとニンテンドーDS用ゲームソフト「ソニック カラーズ」に使用されたサウンドトラック。

## 内容
- 「ソニック カラーズ」に使用された様々なBGMが収録されている。
- 表題曲はオープニングテーマソング『Reach For The Stars』とエンディングテーマソング『Speak With Your Heart』。ポップ・パンクバンド「Cash Cash」のヴォーカリストJean Paul MakhloufとAlex Luke Makhlouf(クレジット表記ではAlex Makhlouf)がメインテーマを担当することとなった。
- このサウンドトラックにDS版のみのBGMは収録されていない。

## 収録曲

### ディスク1
1. Reach For The Stars - Opening Theme -
「ソニック カラーズ」オープニングテーマ
2. Theme of Sonic Colors - Title ver.
タイトルスクリーンBGM
3. Tropical Resort - Act 1
4. Area - Tropical Resort
エリアマップ「トロピカル・リゾード」BGM
5. Cutscene - Robots & Wisps
6. Tropical Resort - Act 2
7. Color Power - Cyan Laser
カラーパワー「シアン・レーザー」使用中BGM
8. Tropical Resort - Act 3
9. Stage Clear
10. Cutscene - Dr.Eggman Appears
11. Cutscene - Ferris Wheel Boss Appears
ビッグボーイ & ビッグボーイ2戦前イベントBGM。オリジナル曲は「SONIC THE HEDGEHOG」に使用されたDr.エッグマンのテーマ。
12. vs. Rotatatron & Refreshinator
ボスステージ「ビッグボーイ/ビッグボーイ2」BGM
13. Cutscene - Yacker's Plea
14. Cutscene - Robot's Lost & Found
15. World Map
16. Sweet Mountain - Act 1
17. Area - Sweet Mountain
エリアマップ「スウィート・マウンテン」BGM
18. Sweet Mountain - Act 2
19. Color Power - Yellow Drill
カラーパワー「イエロー・ドリル」使用中BGM
20. Sweet Mountain - Act 3
21. Cutscene - Sugar Armada Appears
キャンディーバード & サブマリンパイレーツ戦前イベントBGM。オリジナル曲は「SONIC THE HEDGEHOG」に使用されたDr.エッグマンのテーマ。
22. vs. Captain Jelly & Admiral Jelly
ボスステージ「キャンディーバード/サブマリンパイレーツ」BGM
23. Boss Stage Clear
24. Result Screen
25. Save Screen

### ディスク2
1. Sonic Colors - Jingle
2. Theme of Sonic Colors
「ソニック カラーズ」イメージテーマ
3. Starlight Carnival - Act 1
4. Area - Starlight Carnival
エリアマップ「スターライト・カーニバル」BGM
5. Color Power - Green Hover
カラーパワー「グリーン・ホバー」使用中BGM
6. Starlight Carnival - Act 2
7. Color Power - Blue Cube
カラーパワー「ブルー・キューブ」使用中BGM
8. Starlight Carnival - Act 3
9. Cutscene - S01 Frigate Appears
スターライトシップ & アステロイドスペースクラフト戦前イベントBGM。オリジナル曲は「SONIC THE HEDGEHOG」に使用されたDr.エッグマンのテーマ。
10. vs. Orcan & Skullian
ボスステージ「スターライトシップ/アステロイドスペースクラフト」BGM
11. Area - Planet Wisp
エリアマップ「プラネット・ウィスプ」BGM
12. Planet Wisp - Act 1
13. Cutscene - Wisp's Homeworld
14. Color Power - Orange Rocket
カラーパワー「オレンジ・ロケット」使用中BGM
15. Planet Wisp - Act 2
16. Color Power - Pink Spikes
カラーパワー「ピンク・スパイク」使用中BGM
17. Planet Wisp - Act 3
18. Game Land - Title Screen
19. Game Land 1
「Tropical Resort - Act 1」のリメイク
20. Game Land 2
「Sweet Mountain - Act 1」のリメイク
21. Game Land 3
「Starlight Carnival - Act 1」のリメイク
22. Game Land - Color Power
23. Game Land 4
「Planet Wisp - Act 1」のリメイク
24. Game Land 5
「Aquarium Park - Act 1」のリメイク
25. Game Land 6
「Asteroid Coaster - Act 1」のリメイク
26. Game Land 7
「Terminal Velocity - Act 1」のリメイク
27. Game Land - Stage Clear
28. Game Land - Result Screen
29. Game Over

### ディスク3
1. Reach For The Stars - Short ver.
「ソニック カラーズ」TGS2010トレイラーBGM
2. Option Screen
3. Aquarium Park - Act 1
4. Area - Aquarium Park
エリアマップ「アクアリウム・パーク」BGM
5. Aquarium Park - Act 2
6. Color Power - Yellow Drill Underwater ver.
水中にカラーパワー「イエロー・ドリル」使用中BGM
7. Aquarium Park - Act 3
8. Out of Breath
水中カウントダウンBGM
9. Area - Asteroid Coaster
エリアマップ「アステロイド・コースター」BGM
10. Asteroid Coaster - Act 1
11. Asteroid Coaster - Act 2
12. Color Power - Purple Frenzy
カラーパワー「パープル・フレンジー」使用中BGM
13. Cutscene - Nega-Wisp Factory
14. Asteroid Coaster - Act 3
15. Cutscene - Free from Nega-Wisp Factory
16. Cutscene - Broken Chains
17. Cutscene - Finally go home?
18. Area - Terminal Velocity
エリアマップ「ターミナル・ベロシティ」BGM
19. Cutscene - Hyper-go-on Surge
20. Cutscene - The failed plan
21. Terminal Velocity - Act 1
22. Cutscene - The Nega-Wisp Armor
エッグネガウィスプ戦前
23. vs. Nega-Wisp Armor - Phase 1
ボスステージ「エッグネガウィスプ」BGM
24. vs. Nega-Wisp Armor - Phase 2
「Reach for the Stars」のリメイク。ボスステージ「エッグネガウィスプ」BGM。
25. Cutscene - The Core
26. Terminal Velocity - Act 2
27. Cutscene - Yacker's Goodbye
28. Speak With Your Heart - Ending Theme -
「ソニック カラーズ」エンディングテーマ

## ラインナップ

### 作曲
大谷智哉 (ディスク1 - 1、3、6〜8、12、19 / ディスク2 - 3、5〜8、10、14、16、19、21、22、24 / ディスク3 - 1、3、5〜7、12、24、28)
熊谷文恵 (ディスク1 - 2、5、9、13〜15、23〜25 / ディスク2 - 1、2、13、29 / ディスク3 - 2、15〜17、19、25、27)
幡谷尚史 (ディスク1 - 4 / ディスク3 - 18)
床井健一 (ディスク1 - 2、9、10、15、16、18、20、22〜25 / ディスク2 - 1、2、12、13、15、17、20、25、26、29 / ディスク3 - 2、10、11、13〜17、20、21、26、27)
小林秀聡 (ディスク1 - 11、21 / ディスク2 - 9、18、27、28 / ディスク3 - 22、23)
南波真理子 (ディスク1 - 17 / ディスク2 - 4、11 / ディスク3 - 4、9、28)
牧野幸文 (ディスク3 - 8)

### 編曲
大谷智哉 (ディスク1 - 1、19 / ディスク2 - 19、21、22、24 / ディスク3 - 1、28)
床井健一 (ディスク1 - 5、11、13、14、21 / ディスク2 - 9、13、20、23、25、26 / ディスク3 - 8、15〜17、19、22、25、27)
Larry Hochman (ディスク1 - 2、9、15、23〜25 / ディスク2 - 1、2、29 / ディスク3 - 2)
熊谷文恵 (ディスク3 - 8)
小林秀聡 (ディスク3 - 24)
南波真理子 (ディスク3 - 28)

### Reach For The Stars (ディスク1-1 / ディスク3-1)
作詞：Alex Makhlouf、Samuel Frisch
作曲：大谷智哉
編曲：大谷智哉
歌：Jean Paul Makhlouf (Cash Cash)
ヴォーカル：Jean Paul Makhlouf
ギター：西川進
ベース：Akinori Yamada
ドラムス：Masuo

### Theme of Sonic Colors (ディスク2-2)
作曲：熊谷文恵 & 床井健一
編曲：Larry Hochman
パフォーマンス：Amsterdam Session Orchestra

### Speak With Your Heart（ディスク3-28）
作詞：Jean Paul Makhlouf
作曲：大谷智哉 & 南波真理子
編曲：大谷智哉 & 南波真理子
歌：Alex Makhlouf、Jean Paul Makhlouf (Cash Cash)
ヴォーカル：Alex Makhlouf、Jean Paul Makhlouf
バックヴォーカル：Kenichi Takemoto、Mika Arisaka、Kaori Sawada
アディショナルバックヴォーカル：Natsuha Matsubara、Yuko Furumoto、Shoko Kambe、Takeshi Yamazaki、Kenji Odakura、Yusuke Ikeda
エレクトリックピアノ：江口貴勅
ギター：西川進
ベース：Akinori Yamada
ドラムス：Masuo